# Ochodaeus gigas
Ochodaeus gigas is een keversoort uit de familie Ochodaeidae. De wetenschappelijke naam van de soort is voor het eerst geldig gepubliceerd in 1878 door Marseul.